# Paul Norris (Spezialeffektkünstler)
Paul Norris ist ein Spezialeffektkünstler.

## Leben
Norris begann seine Karriere Ende der 1990er Jahre und hatte sein Spielfilmdebüt mit David Nutters Horrorfilm Dich kriegen wir auch noch! mit James Marsden und Katie Holmes in den Hauptrollen. In der Folge arbeitete er auch für das Fernsehen und wirkte an fünf Folgen der Miniserie Das zehnte Königreich sowie drei Folgen der Miniserie Dinotopia mit. Er war als Spezialeffektkünstler an großen Filmproduktionen tätig, darunter Ridley Scotts Exodus: Götter und Könige, die Marvel-Superheldenfilme Thor – The Dark Kingdom und Avengers: Age of Ultron sowie der James-Bond-Film James Bond 007 – Stirb an einem anderen Tag.
2016 gewann er für Alex Garlands Science-Fiction-Film Ex Machina gemeinsam mit Andrew Whitehurst, Mark Ardington und Sara Bennett den Oscar in der Kategorie Beste visuelle Effekte. Im selben Jahr waren sie auch für den BAFTA Film Award in der Kategorie Beste visuelle Effekte nominiert.

## Filmografie (Auswahl)
- 1998: Dich kriegen wir auch noch! (Disturbing Behavior)
- 2001: Hannibal
- 2002: James Bond 007 – Stirb an einem anderen Tag (Die Another Day)
- 2003: Unterwegs nach Cold Mountain (Cold Mountain)
- 2004: Harry Potter und der Gefangene von Askaban (Harry Potter and the Prisoner of Azkaban)
- 2005: Harry Potter und der Feuerkelch (Harry Potter and the Goblet of Fire)
- 2008: 10.000 B.C. (10,000 BC)
- 2009: Illuminati (Angels and Demons)
- 2010: Duell der Magier (The Sorcerer’s Apprentice)
- 2011: Ironclad – Bis zum letzten Krieger (Ironclad)
- 2011: The Tree of Life
- 2013: Thor – The Dark Kingdom (Thor: The Dark World)
- 2014: Exodus: Götter und Könige (Exodus: Gods and Kings)
- 2015: Ex Machina
- 2015: Avengers: Age of Ultron

## Auszeichnungen (Auswahl)
- 2016: Oscar in der Kategorie Beste visuelle Effekte für Ex Machina
- 2016: BAFTA-Film-Award-Nominierung in der Kategorie Beste visuelle Effekte für Ex Machina